# DN18B
De DN18B (Drum Național 18B of Nationale weg 18B) is een weg in Roemenië. Hij loopt van Baia Mare via Târgu Lăpuș naar Cășeiu. De weg is 80 kilometer lang. 